# Antoine de Celles
Antoine-Philippe-Fiacre-Ghislain De Vischer, graaf de Celles (Brussel, 10 oktober 1779 - Parijs, 1 november 1841) was lid van het Belgisch Nationaal Congres.

## Levensloop
De familie De Celles beweerde af te stammen van een Duitse familie, met als stamvader een ridder Frederic, gesneuveld in Palestina in 1168. Wat zeker is, is dat in de 17de - 18de eeuw de sociale status en de financiële toestand van deze familie De Vischer in de Zuidelijke Nederlanden in stijgende lijn ging. Ze leverde leden voor de magistratuur in Antwerpen en Brussel, kocht heerlijkheden en werd in 1686 in de adelstand verheven met een baronstitel, voortaan de naam 'De Celles' (naar de heerlijkheid Pont-à-Celles) verkiezende boven De Vischer.
Antoine de Celles was de zoon van Joseph-Albert-Ferdinand, vierde baron van Celles, en van Marie-Philippine de Coloma de Leeuw. Hij kon amper van zijn middeleeuwse voorrechten genieten of alles verdween in de draaikolk van de Revolutie. Onder het Consulaat en het Keizerrijk kwam hij weer tevoorschijn. Hij werd burgemeester van Hever, gemeenteraadslid van Brussel, bestuurslid van de Burgerlijke Godshuizen en van de gevangenis in deze stad en lid van de algemene raad van het Dijledepartement.

### Napoleon
Hij werd een aanhanger van Napoleon en nam vrijwillig dienst in het leger. Hij kreeg de graad van kapitein en nam deel aan de Slag bij Austerlitz. In 1806 werd hij benoemd tot auditeur bij de Raad van State, kort daarop gepromoveerd tot rekwestmeester in buitengewone dienst en vervolgens tot prefect in het departement Loire Inférieure. Hij werd zo een van de maar 15 "nieuwe Fransen" (geboren buiten de grenzen van het prerevolutionaire Frankrijk) die als prefect in Frankrijk werden aangesteld. Hij was daar prefect van 1806 tot 1810.
In Nantes stichtte hij een lyceum, een openbare bibliotheek, een museum voor natuurgeschiedenis, zorgde hij voor de heropbouw van een grote schouwburg, de herinrichting van de Beurs en de oprichting van een bedelaarswerkhuis. Na een bezoek van Napoleon en Joséphine in zijn departement werd hij tot comte de l'Empire verheven en zijn eigendom Schiplaken in Hever werd een majoraat.
Na de aanhechting van de Hollandse provincies bij Frankrijk, werd De Celles prefect van het Zuiderzeedepartement, waar hij met stevige hand de Franse wetten oplegde. In 1813-1814, toen het tij keerde, had hij nauwelijks de tijd om te ontsnappen aan de woede van gebelgde Nederlanders.

### Verenigd Koninkrijk
De Celles trok zich terug in zijn Belgische eigendommen. In 1816, onder het Verenigd Koninkrijk der Nederlanden, werd hij bij de heropgerichte erfelijke adel erkend met de titel baron, in 1824 vermeerderd tot graaf.
Hij kwam weer tevoorschijn in 1821 toen hij verkozen werd tot lid van de Tweede Kamer der Staten-Generaal, waar hij bleef zetelen tot in 1830. Hij werd ook als buitengewoon gezant naar Rome gestuurd en kon in 1827 een concordaat afsluiten die de relaties tussen het Verenigd Koninkrijk der Nederlanden en het Vaticaan moest normaliseren.

### Belgische Revolutie
In september 1830 was De Celles gewonnen voor de bestuurlijke scheiding tussen Noord en Zuid. Hij maakte deel uit van de deputatie die deze mogelijkheid tevergeefs in Den Haag ging bepleiten. In oktober 1830 werd hij voor het arrondissement Brussel verkozen in het Nationaal Congres. Hij nam het voortouw in het voorstel om zonder uitstel de onherroepelijke onafhankelijkheid van België uit te roepen. Het Voorlopig Bewind had dit al wel gedaan, maar alleen een verkozen parlement kon dit gezagvol en juridisch geldend doen, argumenteerde de Celles. Hij sprak ook ten voordele van de erfelijke constitutionele monarchie als staatsvorm. Hij bepleitte de afschaffing van de doodstraf. Dit was niet naar de zin van de grote meerderheid. Om zijn overtuiging te laten kennen, stuurde De Celles de tekst van de tussenkomst die hij niet had kunnen houden, naar de kranten. Hij pleitte voor een eenkamerstelsel en tegen een senaat onder welke vorm dan ook.
De Celles deed zijn laatste tussenkomst in het Congres op 11 januari 1831. Hij was immers tevens voorzitter van het Diplomatiek Comité binnen het Congres en in die hoedanigheid werd hij als ambassadeur naar Parijs gestuurd om er de vraag te gaan ondersteunen dat de tweede zoon van koning Louis-Philippe koning van de Belgen zou worden. Zijn opzet mislukte. De Celles had zich ondertussen in Parijs genesteld, er vele vrienden gemaakt, ook aan het hof, en daarom besliste hij begin maart ontslag te nemen uit het Nationaal Congres en in Parijs te blijven. In 1832 werd hij tot Fransman genaturaliseerd.

## Familie
De Celles was in 1810 getrouwd met Félicie de Timbrune de Thiembrone de Valence (1787-1828), dochter van luitenant-generaal en graaf de Valence, gesneuveld in 1821. Ze kregen twee dochters, onder wie een gravin de Caumont, hertogin de la Force, die in 1856 in haar woning op de Champs-Élysées werd vermoord.
Ferdinand Honoré François-de-Paule Ghislain de Visscher (Brussel, 20 januari 1785 - 31 januari 1863), neef van Antoine de Visscher, was een zoon van baron Charles de Visscher de Celles, schepen van Brussel, en van Marie-Anne Barret. Hij trouwde met Anne-Marie Ruelle (1801-1855) maar ze bleven kinderloos.
Hij werd in 1816, onder het Verenigd Koninkrijk der Nederlanden, erkend in de erfelijke adel met de titel baron, overdraagbaar bij eerstgeboorte. Hij werd ook benoemd in de Ridderschap van de provincie Antwerpen en werd lid van de Provinciale Staten van Antwerpen.